# Emma Meisel
Emma  Meisel (4. června 1885 Opava – 7. října 1942 Osvětim) byla pedagožka, propagátorka moderního umění, osobnost teplického kulturního života po roce 1918. Zemřela jako oběť holocaustu ve věku 57 let v koncentračním táboře Auschwitz.

## Ranná léta
Emma Meisel se narodila 4. června 1885 v Opavě (německy Tropau), jako dcera továrního mistra Adolfa Meisela a jeho ženy Rosy Meisel. Měla sestru Wilhelminu, výtvarnici, která studovala ve Vídni. O studiích Emmy Meisel není nic známo, ale jelikož se věnovala pedagogické činnosti, dá se předpokládat, že měla pedagogické vzdělání.
Nejprve vyučovala v Moravské Ostravě. V roce 1916 byla jmenována profesorkou na dívčím lyceu v Českých Budějovicích. Poté v roce 1920 se přestěhovala do Teplic, kde působila jako profesorka na německém dívčím lyceu. Bydlela v Teplicích se svou matkou, v roce 1936 se k ní z Liberce přistěhovala sestra Wilhelmina.

## Sekce pro výtvarné umění
V převážně německém prostředí Teplic usilovala Meisel o zvýšení zájmu veřejnosti o moderní výtvarné umění. Stala se zakladatelkou a také jednatelkou a korespondentkou nově založeného oddělení při Muzeu v Teplicích. Dne 29. října 1932 byl ohlášen vznik nového oddělení s názvem Sekce pro výtvarné umění (Sektion für bildende Kunst).
Mezi hlavní cíle sekce patřily: podpora svobodně tvořících umělců, podpora umění, získání příznivců, sběratelů a finanční podpory, pořádání výstav, nakupovat pro muzeum výtvarná díla s cílem vytvořit sbírku moderního umění. Na začátku svého působení, v roce 1934, měla sekce 65 členů. Jednalo se převážně o významné osobnosti města, jakými byli např. Herman Flügel, obchodník, Ludwig Seiche, bankovní ředitel, Karl Ettinger, ředitel divadla, také výtvarníci, jako Rudolf Jakubek, Ottomar Laube a mnoho dalších.
Za necelých šest let existence sekce evidovala 300 členů. Sekce pro výtvarné umění v nově zřízené Kunsthalle v budově v Kapelní ulici každý rok nabídla tři výstavy. Výstavy byly spojené s prodejem uměleckých děl s cílem získat peníze na podporu umělců a další činnost. Do muzejních sbírek bylo zakoupeno 30 olejomaleb, 33 plastik, 5 akvarelů a 270 grafických listů.

### Kurátorská činnost
Emma Meisel neúnavně pokračovala v osvětové činnosti. Připravovala a plánovala výstavy, celkem jich bylo do roku 1938 osmnáct. Byla ve styku s umělci i podobnými spolky z regionu i z Prahy, psala články, věnovala se komentovaným prohlídkám. Sama byla sběratelkou grafiky a vlastnila soukromou sbírku. Část její sbírky se po konfiskaci ocitla v teplickém muzeu. Celkem 163 kreseb od 30 autorů. Teprve po roce 1989 se tyto předměty začaly zpracovávat a byla objevena a zpracována další díla německých a židovských autorů.

### Zánik Sekce pro výtvarné umění
O soukromém životě Emmy Meisel je zatím málo informací. V roce 1938 činnost Sekce a výstavy ustaly z důvodů změny politického prostředí a nakonec i anexe Sudet znamenala zhoršení postavení Židů, kterých bylo mezi členy Sekce celá třetina. Sama Emma Meisel byla už na začátku roku 1938 obviněna ze špatného hospodaření a na podzim roku 1938 Sekce zanikla. Sbírka Sekce zůstala muzeu. Některé kresby a obrazy jsou unikátními díly. Pro tuto sbírku i ostatní dochovaná díla to bylo štěstí. V Říši bylo moderní umění zavrhováno jako tzv. Entartete Kunst, díla byla ničena a odsuzována. 
Velmi brzy, už 13. července 1942, byla Emma Meisel povolána do transportu do koncentračního tábora, nejprve do Terezína a 7. října 1942 následně zahynula v Osvětimi, jak vyplývá z databáze obětí Šoa, muzea Jad vašem.